# Mélangeur industriel
 (mars 2024).
Si vous disposez d'ouvrages ou d'articles de référence ou si vous connaissez des sites web de qualité traitant du thème abordé ici, merci de compléter l'article en donnant les références utiles à sa vérifiabilité et en les liant à la section « Notes et références ».
 (mars 2024).
Pour les articles homonymes, voir Mélangeur.
Un mélangeur industriel est un appareil qui permet de mélanger ou d'homogénéiser un ou plusieurs composants, dont au moins un composant solide ou liquide.

## Mélangeur à jet axial

### Composants
- Un moteur : permettant la mise en rotation de l'arbre d'agitation.
- Etanchéité entre le moteur et les produits à mélanger (suivant les produits à mélanger ce peut être une bague à lèvre, une garniture mécanique simple ou double).
- Un arbre : il transmet l'énergie du moteur à la tête de mélange.
- Une tête de mélange : équipée d'une partie fixe (stator) et d'une hélice en rotation (rotor).
- Un tube d'incorporation et une trémie (optionnelle) : il permet l'incorporation de composants directement sous le niveau du liquide.

### Fonctionnement

#### Principe du jet axial
Un mélangeur est installé en toit ou en virole de cuve contenant le liquide à mélanger. Une fois la tête de mélange immergée dans le liquide, l'arbre est mis en rotation. La tête de mélange grâce à son ensemble rotor/stator crée un puissant jet axial (flèche sur le dessin ci-contre).
Ce jet axial permet d'éviter les problèmes rencontrés avec un mélangeur conventionnel tels que :
- la sédimentation des produits dans la cuve ;
- la création de vortex et donc l'introduction d'air dans le mélange ;
- l'installation de contre-pales dans la cuve (absence de zones mortes facilitant le nettoyage).

#### Principe du bipasse
Le bipasse est un tube d'incorporation qui peut être ajouté au mélangeur à jet axial pour introduire des poudres (schéma ci-dessus). La tête de mélange en forme de venturi crée une forte dépression. Le bipasse est placé juste au-dessus de la tête de mélange, ce qui permet aux poudres d'être aspirées par la dépression. Les poudres sont aspirées sous le niveau du liquide, ce qui évite les risques de flottaison et donc les formations de grumeaux.

#### Conclusion
Le mélangeur à jet axial est un dispositif qui permet d'obtenir un mélange homogène en quelques minutes. L'ajout du tube d'incorporation « bipasse » est parfaitement adapté aux poudres difficiles à mélanger.

### Utilisation
Ces appareils sont aujourd'hui utilisés dans les industries cosmétique, chimique, pharmaceutique et agroalimentaire.